# Banahaona
Banahaona is een geslacht van wantsen uit de familie van de Tingidae (Netwantsen). Het geslacht werd voor het eerst wetenschappelijk beschreven door Drake & Ruhoff in 1961.

## Soorten
Het genus is monotypisch en bevat alleen de volgende soort:

- Banahaona exalla Drake & Ruhoff, 1961